# ジャムシード・クリー・クトゥブ・シャー
ジャムシード・クリー・クトゥブ・シャー（جمشید قلی قطب شاه ） （不詳 - 1550年）は、ゴールコンダ王国の第2代の王（在位1543年 - 1550年）。
スルターン・クリー・クトゥブ・シャーの三男であるジャムシェードは、父を殺してその手を血に染めて王位を引き継いだ。彼は教養のある詩人であったが、その7年にわたる治世は、父親殺しに対する人々の怒りに満ちたものだった。1550年に不治の病で息を引き取った。